# Décharge du Lac Stukely
Pour les articles homonymes, voir Stukely.
La décharge du Lac Stukely est un ruisseau du Québec (Canada) située dans la région de l'Estrie. Cet affluent de la rivière aux Herbages prend sa source dans le lac Stukely et se rend jusqu'au lac Bran de Scie, qui fait partie de la Chaîne des Lacs. Il traverse sur son cours l'étang de l'Auberge Jouvence.
La décharge comporte deux barrages sur son cours, le barrage Stukely, qui a une hauteur de retenue de 3,7 m, et le barrage de l'Étang-de-l'Auberge-Jouvence, qui a une hauteur de 3,1 m.